# Gymnelia gemmifera
Gymnelia gemmifera là một loài bướm đêm thuộc phân họ Arctiinae, họ Erebidae.